# 崔恭
崔恭（さい きょう、1409年 - 1479年）は、明代の官僚。字は克譲。本貫は順徳府広宗県。

## 生涯
1436年（正統元年）、進士に及第した。戸部主事に任じられた。延綏の倉の備蓄を管理して、有能で知られた。楊溥の推薦により、萊州知府に抜擢された。萊州では遼東の布を運び入れて、州の倉庫に保管していたが、長い歳月を経て倉庫は老朽化し、倉庫を守る家の多くも没落していた。崔恭は別に30棟の家屋を建てて布を保管し、一定の期間に他所に運ぶようにし、残りを萊州府の軍の食糧購入に充てさせて、倉庫を守っていた800人をその役務から解放した。1449年（正統14年）、オイラトのエセン・ハーンが北京に侵攻を図ると、崔恭は萊州の民兵数千を派遣して援軍に入らせた。朝廷が臨清に築城するため、役夫を徴発するよう命じると、崔恭はちょうど春で民の食が乏しくなっており、秋まで待つよう請願した。萊州の人は崔恭を後漢の楊震にたとえた。
1452年（景泰3年）、崔恭は湖広右布政使に抜擢された。公安県と監利県の流民が殺し合っていたため、崔恭は現地の戸籍を望む者には与え、望まない者には本籍地に帰らせると、混乱は落ちついた。1453年（景泰4年）、崔恭は江西左布政使に転じた。
1458年（天順2年）、寧王朱奠培に不法のことがあり、崔恭はこれを弾劾した。寧王の護衛が削られ、寧王は逼塞を余儀なくされた。崔恭は右副都御史に転じ、李秉に代わって巡撫蘇松諸府をつとめた。都督の徐恭とともに儀真の運河を浚渫した。また呉淞江の治水事業をおこない、崑山の夏界口から上海の白鶴江まで、さらに白鶴江から嘉定の卞家渡にいたるまでを浚渫した。
1460年（天順4年）、李賢と王翺の推挙により、崔恭は北京に召還されて吏部右侍郎に任じられた。勧懲簿を置いて、聞いたことをみな記録した。吏部尚書の王翺は崔恭を頼りにした。1461年（天順5年）、崔恭は吏部左侍郎に進んだ。父が死去したため、崔恭は辞職して喪に服した。1463年（天順7年）、喪が明けると、吏部左侍郎に復帰した。1464年（天順8年）、成化帝が即位すると、崔恭は致仕を請願したが、許可されなかった。1469年（成化5年）1月、李秉に代わって吏部尚書となった。5月、母が死去したため、帰郷して喪に服した。1471年（成化7年）閏9月、喪が明けると、南京吏部尚書として起用された。諸司の職務不適格な者数人を弾劾して罷免した。1475年（成化11年）3月、参賛機務を命じられた。1477年（成化13年）7月、致仕した。1479年（成化15年）12月乙卯、死去した。太子少保の位を追贈された。諡は荘敏といった。